# Рашниране ципеле (представа)
Рашниране ципеле је позоришна представа коју су режирали Михаило Тошић и Зоран Ратковић на основу дела Боре Драшковића.
Представа је реализована у продукцији позоришта ДАДОВ, као пета премијера омладинског позоришта.
Премијерно приказивање било је априла 1960. у Београдском драмском позоришту.
Асистент редитеља била је Мирјана Докнић.

## Улоге
| Лица                     | Глумци               |
| ------------------------ | -------------------- |
| Ненад                    | Милош Жутић          |
| Жељко                    | Србољуб Милин        |
| Фрања Фруча крпач мехова | Видоје Вујовић       |
| Маја                     | Мирјана Радојловић   |
| Славко                   | Момчило Баљак        |
| Прва девојка             | Слободанка Марковић  |
| Друга девојка            | Ружица Ковачевић     |
| Трећа девојка            | Милена Луковић       |
| Пета девојка             | Александра Јовановић |
| Први младић              | Михаило Тошић        |
| Други младић             | Михајло Павличић     |
| Трећи младић             | Владимир Живковић    |
| Пети младић              | Милош Мијин          |
| Продавац новина          | Зоран Ратковић       |